# Bardiya Daneschwar
Bardiya Daneschwar (persisch بردیا دانشور, FIDE-Schreibweise Bardiya Daneshvar; * 21. Juni 2006 in Talesch) ist ein iranischer Schachspieler. Seit 2023 trägt er den Titel eines Großmeisters im Schach.

## Karriere
Im Jahr 2018 wurde Daneschwar der Titel Internationaler Meister durch die FIDE verliehen.
Zwei der drei notwendigen Normen für den Großmeister-Titel konnte Daneschwar im April 2022 bei Turnieren im Caissa Hotel in Balıkesir gewinnen. Die dritte Norm holte er im Februar 2023 beim Memorial Lozovatsky in Tscheljabinsk. Die Elo-Marke von 2500 hatte er bereits im September 2022 überschreiten können, sodass die FIDE ihn im April 2023 zum Schachgroßmeister ernannte.
Im Juni 2022 gewann Daneschwar die iranische Einzel-Meisterschaft mit 9,5 Punkten aus 13 Partien vor Seyed Khalil Mousavi. Bei den Asienspielen 2022 war er Teil des iranischen Teams, das Gold gewann. Im Mai 2025 wurde Daneschwar Sieger der Asiatischen Schach-Einzelmeisterschaft in Al-Ain. Zu seinen weiteren Turniererfolgen gehört der Sieg des Sharjah Masters 2024.
Bei den Ausgaben der Schacholympiade nahm Daneschwar in Chennai 2022 als Reservebrett des iranischen Teams an fünf Partien und in Budapest 2024 als drittes Brett teil. Im August 2023 nahm er zudem am Schach-Weltpokal teil und erreichte die dritte Runde. Für eine Überraschung sorgte er dabei in der zweiten Runde durch seinen Sieg gegen Alexander Grischtschuk, der als Zwölftplatzierter der Setzliste in das Turnier startete.
Im Juni 2025 erreichte Daneschwar erstmalig die Top 100 der FIDE-Weltrangliste. Im Mai 2025 war er zuvor schon in die Top 10 der Juniorenrangliste aufgestiegen.